# Ronald Sanderson
Ronald Harcourt Sanderson (ur. 11 grudnia 1876 w Uckfield, zm. 17 kwietnia 1918 w Gommecourt) – brytyjski oficer i wioślarz, złoty medalista olimpijski.
Kształcił się w Harrow School i Kolegium Trójcy Świętej University of Cambridge. Dwukrotnie brał udział w The Boat Race: w latach 1899 i 1900 odniósł zwycięstwa.
Wystąpił na igrzyskach olimpijskich w Londynie w 1908 roku, gdzie brytyjska osada w składzie: Albert Gladstone, Frederick Kelly, Banner Johnstone, Guy Nickalls, Charles Burnell, Ronald Sanderson, Raymond Etherington-Smith, Henry Bucknall i Gilchrist Maclagan zdobyła złoty medal. Był to jego jedyny start olimpijski.
Jako podporucznik brał udział w II wojnie burskiej. Walczył także w I wojnie światowej jako podpułkownik Royal Field Artillery. Zginął na froncie zachodnim wskutek wybuchu pocisku artyleryjskiego.
Odznaczony Medalem Wojennym Brytyjskim, Gwiazdą 1914–15 i Medalem Zwycięstwa. Został także Kawalerem Legii Honorowej.